# Didsbury
Didsbury ist ein Distrikt und Stadtteil von Manchester. Der etwa 7 km südlich der Innenstadt liegende Vorort hat eine Bevölkerung von über 14.000.

## Geographie
Didsbury wird vom River Mersey durchzogen. Die Siedlung entstand an einer Furt durch den Fluss.
Didsbury grenzt an Withington, Chorlton-cum-Hardy und Burnage im Norden, Northenden im Westen, Heaton Mersey und Cheadle im Osten und Gatley im Süden. In Didsbury  gibt es die öffentlich zugänglichen Parklandschaften Fletcher Moss Botanical Garden  und Didsbury Park. Die Manchester Metrolink hat hier drei Haltestellen: West Didsbury, Didsbury Village und East Didsbury.

## Geschichte
Erste Erwähnungen von Didsbury als Weiler stammen aus dem 13. Jahrhundert. Bekannt wurde der Ort durch die 1889 erfolgte Gründung der Royal Society for the Protection of Birds (RSPB). Weil sich in Didsbury die Moscheegemeinde von Salman Ramadan Abedi, des Attentäters des Terroranschlags in Manchester am 22. Mai 2017, befindet, fand der Ort 2017 in der internationalen Presse Erwähnung.

## Persönlichkeiten
- David Alliance (1932–2025), Baron, Unternehmer und Politiker
- Geoffrey Callender (1875–1946), Historiker
- Elsie Carlisle (1896–1977), Sängerin
- Holliday Grainger (* 1988), Schauspielerin
- Ian Kershaw (* 1943), Historiker
- Anne Kirkbride (1954–2015), Schauspielerin
- Stephen Sherbourne, Baron Sherbourne of Didsbury (* 1945), Politiker
- Marcus Sieff (1913–2001), Baron Sieff of Brimpton, Unternehmer und Politiker

## Bilder

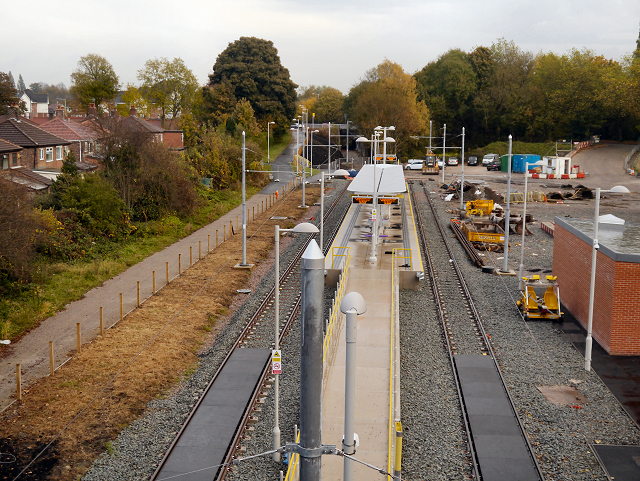
Metrolink Terminal, East Didsbury
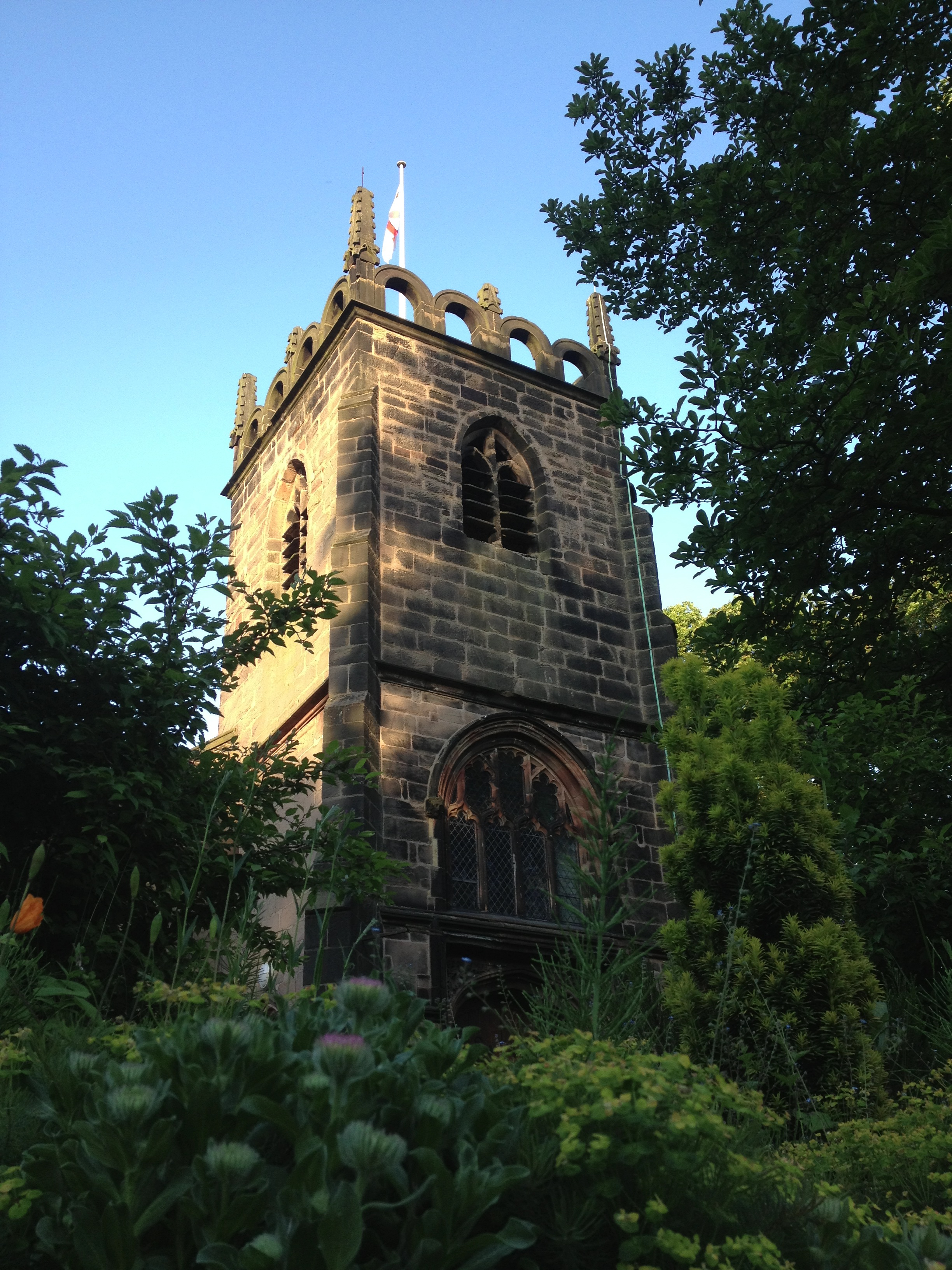
Die Kirche St. James
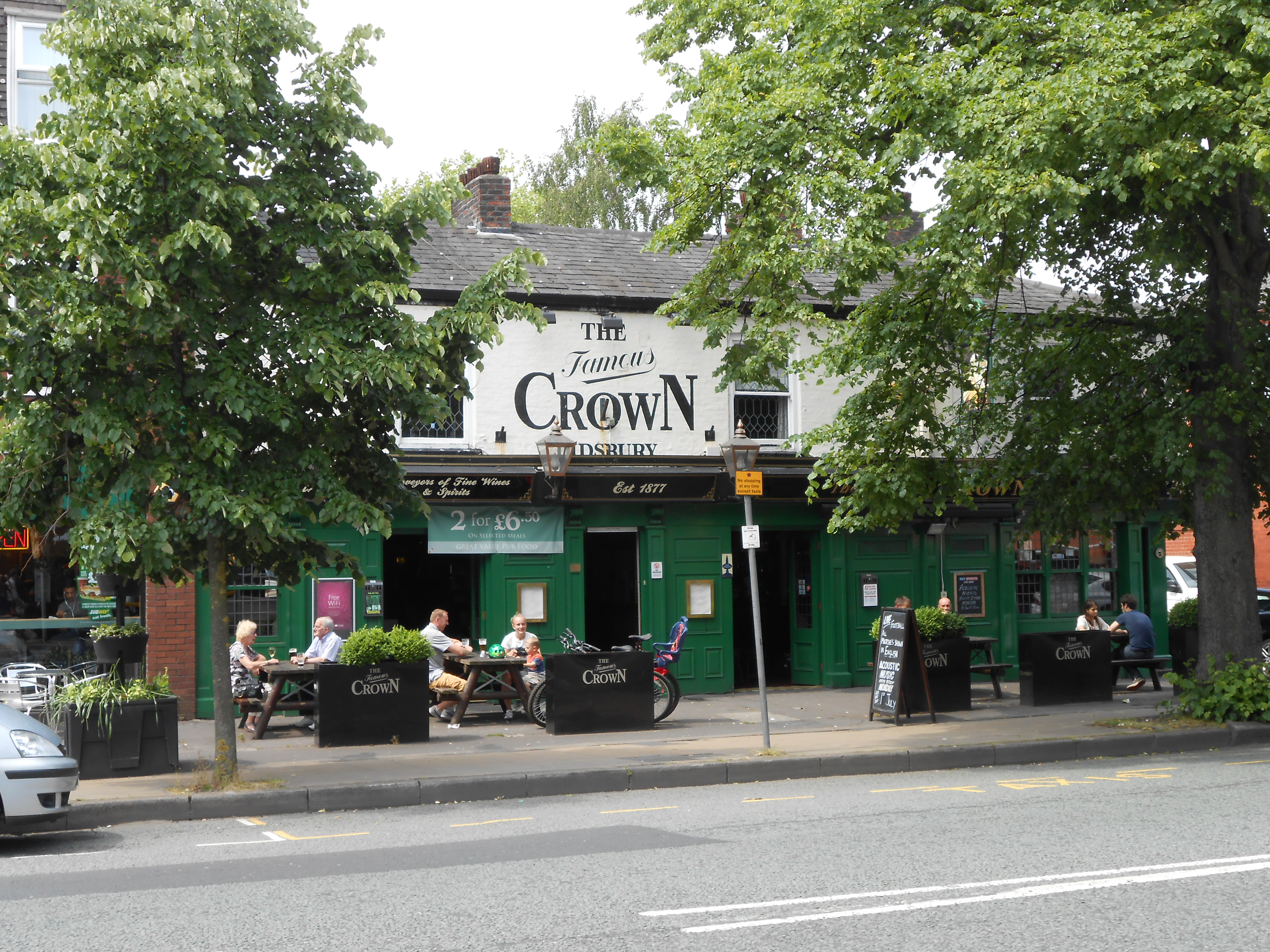
Pub The Famous Crown
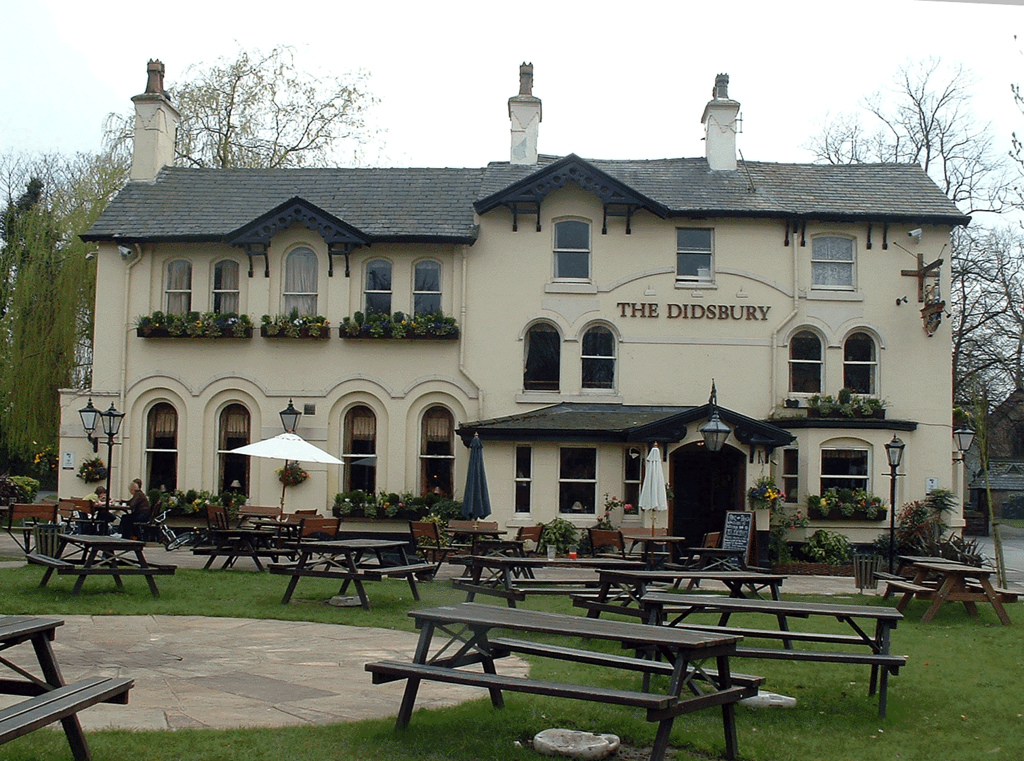
Das Didsbury Inn